# دون بالارد
دون بالارد هو سياسي أمريكي، ولد في 15 مارس 1927 في مقاطعة نيوتن في الولايات المتحدة، وتوفي في 2 يوليو 2019. نشط حزبياً في الحزب الديمقراطي. وقد انتخب عضو مجلس نواب جورجيا ‏.